# Chakib Benmoussa
Chakib Benmoussa, né le 24 février 1958 à Fès, est un ingénieur, homme politique et diplomate marocain.
Ambassadeur du Maroc en France entre 2012 et 2021, il est ministre de l'Éducation nationale, du Préscolaire et des Sports dans le gouvernement Akhannouch de 2021 à 2024.
Le 18 octobre 2024, le Roi Mohamed VI le nomme Haut Commissaire au Plan.

## Biographie

### Formation et vie personnelle
Après un baccalauréat scientifique, Chakib Benmoussa entre en classes préparatoires scientifiques au lycée Henri-Poincaré de Nancy en France, où il rencontra Saïd Ibrahimi, actuel directeur général de la Société d'aménagement et de gestion de la place financière de Casablanca.
En 1976, il intègre l'École polytechnique de Paris et l'École nationale des ponts et chaussées de Paris (entre 1979 et 1981). Il obtient ensuite un DESS à l'Institut d'administration des entreprises de Lille (IAE Lille) et un Master of Science du Massachusetts Institute of Technology (MIT).
Il est marié à Khawla Benmoussa.
Il est descendant du grand vizir Ahmed ben Moussa (dit Bahmad).

### Parcours et carrière politique
De 1981 à 1983, Chakib Benmoussa est assistant de recherche au laboratoire d'hydrodynamique (MIT). Ensuite, il est nommé responsable de la division « Méthodes de gestion » à la Direction des routes jusqu'en 1985, date à laquelle il devient ingénieur consultant au bureau d'études Conseil ingénierie et développement (CID) au Maroc avant d'être nommé directeur de la planification et des études au ministère de l'Équipement et des Transports jusqu'en 1987.
De 1989 à 1995, il est directeur des routes et de la circulation routière au sein du même ministère. Puis, il est de 1995 à 1998 secrétaire général du département du Premier ministre. Entre 1998 et 2000, il est président-délégué de Sonasid, et président de Tanger Free Zone. Chakib Benmoussa est depuis 2000 membre du comité exécutif du groupe ONA et administrateur directeur général du groupe Brasseries du Maroc.
Le 11 décembre 2002, il est nommé wali, secrétaire général du ministère de l'Intérieur. Le 15 février 2006, à la suite d'un remaniement dans le gouvernement Driss Jettou, il devient ministre de l'Intérieur en remplacement de El Mostapha Sahel. Le 15 octobre 2007, il garde le même poste dans le gouvernement Abbas El Fassi, jusqu'au 4 janvier 2010, date à laquelle il est remercié et remplacé par Taïeb Cherkaoui, à la suite d'un litige avec le palais royal. 
Le 21 février 2011, il est nommé président du Conseil économique et social par le roi Mohammed VI.
Le 21 décembre 2012, le ministre des Affaires étrangères et de la Coopération du gouvernement Benkiran, Saâdeddine El Othmani, confirme la nomination de Chakib Benmoussa au poste d'ambassadeur du Maroc en France, poste resté vacant depuis le départ d'El Mostapha Sahel en 2011. François Hollande reçoit ses lettres de créance le 25 mars 2013. Il reste président du Conseil économique, social et environnemental jusqu'au 21 août 2013 et son remplacement par Nizar Baraka.
En novembre 2019, il est désigné président de la Commission spéciale sur le modèle de développement par le roi du Maroc; le rapport de cette dernière étant jugé insuffisant,.
Le 7 octobre 2021, il est nommé ministre de l'Éducation nationale, du Préscolaire et des Sports dans le gouvernement Akhannouch.
Le 18 octobre 2024, il est nommé Haut Commissaire au Plan (HCP) en remplacement d'Ahmed Lahlimi.